# 中央情報局外國廣播資訊處
外國廣播資訊處（英語：Foreign Broadcast Information Service）是美国中央情报局科学技术總处下辖的一个开放来源情报部门，負責监听和翻译来自美国以外的媒体公开报导的新闻和信息，并在美国政府中进行传播。 FBIS 总部位於弗吉尼亚州莱斯顿（38°57′18″N 77°21′32″W / 38.955°N 77.359°W）；在世界各地拥有19个海外监听站。2005年11月，當局宣布FBIS改组为开放来源中心（Open Source Center），任务是收集和分析可自由使用的情报。

## 历史
1941年 2月，罗斯福总统命令分配 $150,000美元，用以建立受 FCC 管理的外国广播监听處（Foreign Broadcast Monitoring Service，FBMS）。FBMS的任务是记录，翻译，转写，以及分析由轴心国向美国发送的短波宣传（propaganda） 广播。 它的第一个监听站於1941年10月設立在俄勒冈州波特兰。
随着第二次世界大战的结束，FBMS 被转移到美国陆军部辖下。像许多战时组织一样，FBMS面临着解散的威胁。许多部门对FMBS可能面临的解散表示了严厉批评，这帮助它得以继续存在。
1947年國家安全法的通过使得FMBS更名为外國廣播資訊處（FBIS），并隶属於中央情报局，最初的任务集中在对广播和新闻社的监听。但随着冷战的到来，FBIS的监听范围又在1967年扩大到外国大众传媒（包括广播、电视、以及出版业）。

## 服务
FBIS 曾在世界各地拥有19个监听站。 这些监听站由邻近的美国使领馆或駐外美軍司令部运作。这些监听站并不是秘密的，并且受到了驻在国政府的同意。监听站员包括美国公民，也包括外国国民。根据所在地区和印刷介质的可用性，这些人员可能负责超过一种语言的翻译。还应注意的是，因为世界各地的传媒数量庞大，FBIS只从其中那些满足美國情报界要求的来源进行收集工作。
除了海外进行的翻译工作，FBIS還會將大量时效性不高的材料送回莱斯顿总部，以便进行更加细致的翻译。
翻译工作除了由FBIS内部人员提供外, 也會交由约700个独立的承包商完成。

## 顾客
FBIS提供的材料提供给超过700个单位，其中不仅包括情报界人士，也包括大量的政府、外交和军事组织。
虽然FBIS提供的材料蒐集自公开来源，但这些材料并不提供給美国人民。

## 相关新闻报道
- 保护FBIS免遭预算削减：美国科学家联盟於1997年倡议阻止计划中的FBIS预算削减，并取得了成功。
- 金无怠 间谍事件：金无怠在1952年至1981年 FBIS工作期间，将机密文档卖给中华人民共和国。

## 类似组织
- 澳大利亚: 国家评估室（Office of National Assessments）
- 英国: BBC 监听部（BBC Monitoring）
- 中华人民共和国: 新华社 — 新华社收集境外发布的信息，供中高级领导人内部使用，拥有的出版物包括“参考资料”，“内部参考”及所谓的“红头参考”。

## 延伸阅读
- ISBN 0-8069-8238-1 The Wizards of Langley by Jeffrey T. Richelson about the CIA Directorate of Science and Technology
- ISBN 1-57488-345-3 Silent Warfare by Abram N. Shulsky and Gary James Schmitt about basic concepts and issues involved in government intelligence
- The CIA and the US Intelligence System by Scott D. Breckinridge about the structure of the US intelligence community
- Intelligence: From Secrets to Policy by Mark M. Lowenthal about the role of intelligence in policymaking
- Sailing the Sea of OSINT (Open-Source Intelligence) in the Information Age by Stephen C. Mercado. Studies in Intelligence,  vol. 48, no. 3, 2004
- Reexamining the Distinction Between Open Information and Secrets by Stephen C. Mercado. Studies in Intelligence, vol. 49, no. 2, 2005
- The Scope of FBIS and BBC Open Source Media Coverage, 1979–2008 （页面存档备份，存于） by Kalev Leetaru. Studies in Intelligence, Vol. 54, no.1, 2010
- Foreign Broadcast Information Service History Part I: 1941-1947 （页面存档备份，存于） by Joseph E. Roob. Written in 1969, declassified in 2009.

## 备注
1. ↑  Glasser, Susan B. . The Washington Post. 2005-11-25: A35  [2011-09-11]. （原始内容存档于2020-12-08）.